# Colorado Foxes
El Colorado Foxes fue un equipo de fútbol de los Estados Unidos que jugó en la A-League, la desaparecida segunda división de fútbol del país.

## Historia
Fue fundado en el año 1990 en la ciudad de Denver, Colorado como el primer equipo de fútbol profesional de la ciudad originalmente como miembro de la APSL, liga en la que participó de 1990 a 1994 y de la que fue campeón en dos ocasiones.
En 1995 pasa a ser uno de los equipos fundadores de la A-League donde en su primera temporada llega a los cuartos de final de la US Open Cup. Al año siguiente tiene su mejor participación en los playoff donde es eliminado en las semifinales.
El club abandona la liga en 1997 y se une a la USISL para jugar la única temporada de existencia de la liga donde alcanzaron las semifinales divisionales y luego del cierre de la liga desaparece luego de que la franquicia se muda a la ciudad de San Diego, California y pasa a ser el San Diego Flash.

## Palmarés
- APSL: 2

1992, 1993

## Temporadas
| Año  | División | Liga           | Temporada Regular | Playoffs                 | US Open Cup      |
| ---- | -------- | -------------- | ----------------- | ------------------------ | ---------------- |
| 1990 | 1        | APSL           | 2.º, WSL North    | Semifinales              | No participó     |
| 1991 | 1        | APSL           | 3.º, Western      | No clasificó             | No participó     |
| 1992 | 1        | APSL           | 1.º               | Campeón                  | No participó     |
| 1993 | 1        | APSL           | 2.º               | Campeón                  | No participó     |
| 1994 | 1        | APSL           | 4.º               | Final                    | No participó     |
| 1995 | 1        | A-League       | 5.º               | No clasifició            | Cuartos de final |
| 1996 | 2        | A-League       | 2.º               | Semifinales              | 2.ª Ronda        |
| 1997 | 2        | USISL A-League | 4.º, Pacific      | Semifinales Divisionales | No participó     |

## Jugadores

### Jugadores destacados
| - Marcelo Balboa - Robin Fraser - Brian Haynes - Chad Ashton | - Tom Soehn - Ted Eck - Chris John - Mark Dodd |